# Lipomyces
Lipomyces es un género de hongos en la familia Dipodascaceae.